# لئون اپن
لئون اپن (فرانسوی: Léon Epin‎; ۳۰ اکتبر ۱۸۵۸ – ۳ ژوئیهٔ ۱۹۲۸) کماندار اهل فرانسه بود.